# Marschnerstraße 27a

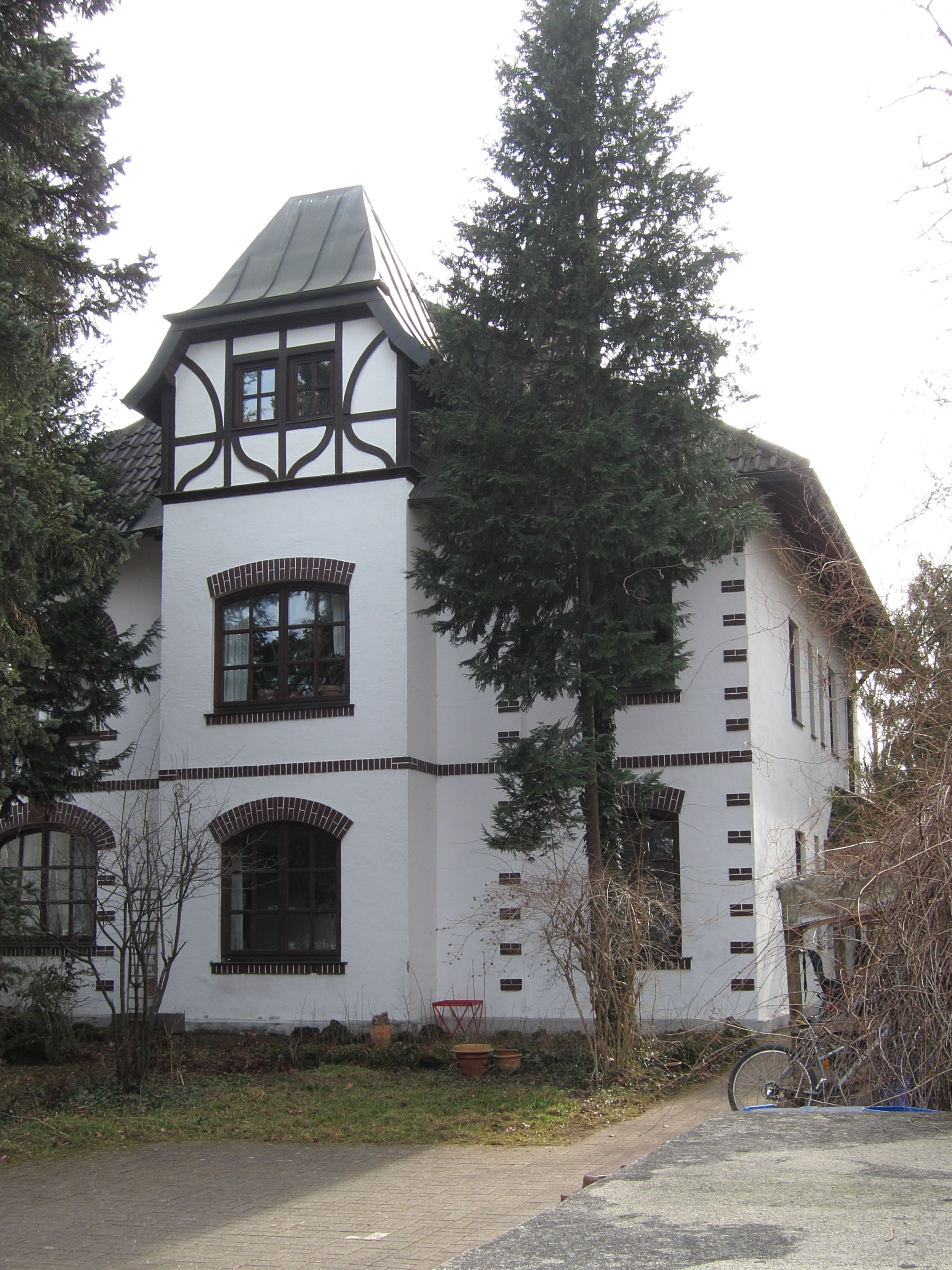
Haus Marschnerstraße 27a in Pasing

Das Wohnhaus Marschnerstraße 27a im Stadtteil Pasing der bayerischen Landeshauptstadt München wurde um 1897/1900 errichtet. Die Villa an der Marschnerstraße, die zur Villenkolonie Pasing II gehört, ist ein geschütztes Baudenkmal.
Das Haus im Stil der Neurenaissance wurde vom Büro August Exter entworfen. Die Villa mit einem Turmerker mit dekorativer Fachwerkauflage gehört zur Erstbebauung der Straße. Am Hinteren Teil des Hauses befand sich etwas schmaler anschließend eine Werkstatt in der Galvanoplastiken hergestellt wurden. In den Jahren 1982 bis 1984 wurde die Werkstatt abgerissen und das Haus in der Gesamtbreite nach hinten leicht verlängert und geschlossen.